# Едуард VII
Едуард VII (на английски: Edward VII), с рождено име Албърт Едуард , е крал на Великобритания и Ирландия, император на Индия (1901 – 1910), първи от династията Сакс-Кобург-Гота (по-късно преименувала се на Уиндзорска).
Тъй като майка му управлява дълго, той сяда на престола чак на 59-годишна възраст. До коронясването му е известен с кръщелното си име Албърт (умалително – Бърти), но като крал приема второто си име – Едуард, тъй като крал с името Албърт не е имало в империята (и, което е по-важно, това име на много англичани им прилича на немско).

## Произход и ранни години
Той е първороден син на кралица Виктория и принц Алберт фон Сакс-Кобург-Гота.
Едуард притежава много от най-лошите черти на Хановерите. Родителите му го възпитават строго и той до края на живота си помни с лошо детството и юношеството си.
Като младеж Едуард VII бил известен като голям любител на спорта, лова и нежния пол. Има няколко извънбрачни деца. Негови приятелки са били актрисите Лили Лангтри и Сара Бернар, както и известната красавица Алис Кепел, която е прабаба по майчина линия на Камила Паркър Боулс, съпруга на принц Чарлз. Камила също така става първо любовница, а по-късно и съпруга на Уелски принц.

## Брак с Александра Датска
Още като Уелски принц Едуард се жени през 1863 г. за Александра Датска, сестра на руската императрица Мария Фьодоровна. От този брак се раждат пет деца, включително бъдещият крал Джордж V.
Сватбата му с Александра му позволява до известна степен да се освободи от контрола на майка си, макар че тя продължава да го командва. Дори след смъртта на Алберт през 1863 г., Виктория не дава никаква официална политическа роля на сина си. Едуард се бунтува, имайки много любовници, отдавайки се на алкохол, залагания, спорт и пътешествия. Няколко пъти той е намесен в скандали, довели до развод, но съпругата му Александра винаги го поддържа.

## Монарх (1901 – 1910)
Едуард се възкачва на трона след смъртта на Виктория през 1901 г., като денят на коронацията му, планиран първоначално през юни, е осуетен от остър пристъп на апендицит. Кралят е опериран успешно (по онова време това съвсем не е била рутинна операция и много хора са умирали) и коронацията е отложена за август.
Едуард е много енергичен крал. Страховете на Виктория се оказват безпочвени: действията на Едуард във външната политика водят до съюзите на Великобритания с Франция и Русия и с изключение на недискретния му интимен живот, той има добро име пред нацията.

### Външна политика
Въпреки неспокойния си личен живот и мнението на майка му за него като разсипник, Едуард води мирна политика, с изключение на Бурската война (1899 – 1902 г.), започната още при Виктория.
Многобройните му пътувания зад граница го превръщат във водеща фигура в междудържавните отношения. Много от европейските владетели са му роднини, което му позволява да играе активна роля в британската външна политика. Получава прозвището „Чичото на Европа“ (на английски: the Uncle of Europe), тъй като е чичо на няколко европейски монарси, царуващи по същото време, включително Николай II и Вилхелм II.
Кралят играе важна роля в създаването на Антантата, като посещава в официални визити Франция (1903) и Русия (1908) и сключва двустранни съглашения. Той е и първият британски монарх, посетил Русия. Макар в историческа перспектива тези стъпки да се оказват консолидация на силите преди Първата световна война, в очите на съвременниците си Едуард VII е „Миротворецът“ (the Peacemaker), както и инициатор на френско-руския съюз. За сметка на това стремително започват да се влошават отношенията с Германската империя, тъй като той не обича кайзер Вилхелм II. В „едуардианската епоха“ в страната се наблюдава увеличена шпиономания и германофобия.

### Вътрешна политика
Социалното законодателство е основната дейност на Парламента при царуването на Едуард. Законът за образованието от 1902 г. субсидира второстепенното образование, либералното правителство със серия действия подпомага децата, през 1908 г. е гласуван Закон за пенсиите на старите хора. През 1909 г. се създават Трудови борси, приема се Закон за здравното осигуряване, което води до конституционна криза, поради недостиг на средства от бюджета за такава социална политика. Бюджетът, внесен от премиер-министъра Дейвид Лойд Джордж в Парламента, предвижда увеличаване на данъците на богатите земевладелци и правителството на либералите е бламирано. Новият министър-председател Аскуит иска от Едуард да създаде нови места в Камарата на лордовете, за да може по този начин законът да мине, но кралят отказва. Едуард умира по време на конституционната криза на 68-годишна възраст, а кризата е разрешена следващата година.
След Англо-бурската война кралят участва активно в реформите в британския флот и военномедицинската служба. Едуард поддържа и много активен социален живот, а модните му вкусове господстват в обществото. Ползва се с голяма популярност както на острова, така и по света. Той е първият държавен глава, който открива лично Олимпийски игри (Летните Олимпийски игри Лондон 1908).
Едуард е активен член на масонското движение и участва в много събрания в Британската империя и на континента.

### Едуардианска епоха
Годините на царуване на Едуард се наричат „едуардианска епоха“ (по аналогия с викторианската епоха), като понякога се разширяват и до началото или дори до края на Първата световна война. Началото на периода съвпада с началото на новия век и с края на викторианската епоха. Докато кралица Виктория страняла от светския живот, Едуард е светски човек, обича пътуванията и налага нов стил на живот, повлиян от изкуството и модата на континентална Европа. Настъпват размествания в политическите пластове поради усилената политическа активност на нови слоеве от населението – работниците, процъфтяват социализмът и феминизмът. Обществото е силно разслоено и контрастът между хората от висшето общество, тънещи в разкош и лукс, и живота на обикновените хора низшите класи е огромен.
В областта на науката това е време на големи промени в Европа – започват да се присъждат Нобеловите награди, своите ключови трудове публикуват Айнщайн, Макс Планк и Зигмунд Фройд. В изкуствата това времето на разцвет на стила Ар Нуво.

## Деца
Едуард и Александра Датска имат шест деца:
- Принц Албърт Виктор, херцог на Кларънс (1864 – 1892)
- Крал Джордж V (1865 – 1936)
- Принцеса Луис, Принцеса роял и херцогиня на Файф (1867 – 1931)
- Принцеса Виктория Александра (1868 – 1935)
- Принцеса Мод, Кралица на Норвегия (1869 – 1938)
- Принц Александър Джон (1871 – 1871)